# سوهلامو

سوهلامو، أو سوه-لا-آ-مو، كان الملكالأشوري من الفترة المبكرة وفقا لقائمة ملوك آشور الذي ذكر فيها أنه الرابع من أصل سبعة عشر ملكا مِن مَن عاشوا في الخيم. وكثيرا ما تم تفسيره على أنها قائمة أسلاف الملك الأموريشمشي أدد الأول الذي غزا مدينة آشور. وتذكر قائمة الملوك أنه خليفة الملك يانغي. وأن هرهارو خلفه في الحكم.